# Eurex Clearing
Eurex Clearing est une chambre de compensation allemande, intermédiaire important dans secteur de la finance des marchés. Elle est détenue à parts égales par la Deutsche Börse AG, et la SIX Group. 
En 2008, avec 114 adhérents dans 10 pays européens et 2,3 milliards de transactions, Eurex Clearing affirme être la première chambre de compensation d'Europe sur les produits dérivés.
En Union européenne, son concurrent britannique LCH est quasiment en position monopolistique, néanmoins Eurex Clearing est la chambre de compensation de la salle de marché Eurex.